# Махортов Юрій Олексійович

## Біографія
Народився 2 квітня 1953 року в селі Айдар-Миколаївка, Новоайдарський район, Луганська область.

### Навчання
- В 1960 році поступив у Айдар-Миколаївську восьмирічну школу, яку закінчив у 1968 році.
- В 1968 році поступив до Старобільського радгоспу-технікуму, який закінчив у 1972 році.
- З 1972 до травня 1973 року працював інженером з експлуатації автотранспорту Новоайдарського об'єднання «Сільгосптехніка».

### Армія
- З травня 1973 до липня 1975 року служба в лавах Радянської Армії. Полковник Збройних сил України.

### Навчання та робота
- З 1975 до жовтня 1980 року — студент Ворошиловградського сільськогосподарського інституту(теперішній Луганський національний аграрний університет)
- З вересня 1990 до липня 1992 року — аспірант Академії управління, кандидат економічних наук.
- З липня 1992 до червня 1994 року працював інспектором організаційного відділу Луганської обласної державної адміністрації (теперішня Луганська обласна військово-цивільна адміністрація).

### Адміністративна та депутатська діяльність
- У липні 1994 року на альтернативній основі був обраний головою районної Лутугінської Ради народних депутатів, Лутугинський район.
- З вересня 1994 року по липень 2006 року депутат Луганської обласної ради (теперішня Луганська обласна військово-цивільна адміністрація).
- З серпня 1995 року призначений головою районної Лутугінської державної адміністрації, Лутугинський район.
- З 21 грудня 1999 року призначений заступником голови Луганської обласної державної адміністрації (теперішня Луганська обласна військово-цивільна адміністрація) з питань АПК.
- У лютому 2005 року (у зв'язку з ліквідацією посади заступника голови Луганської обласної державної адміністрації з питань АПК) був призначений начальником Головного управління агропромислового розвитку Луганської обласної державної адміністрації (теперішня Луганська обласна військово-цивільна адміністрація).
- З липня 2007 року Головний консультант — інспектор Головної служби регіональної політики Секретаріату Президента України (Адміністрація Президента України).

### Викладацька діяльність
- З червня 2010 року проректор з науково-педагогічної роботи, завідувач кафедри менеджменту і адміністрування Державна академія житлово-комунального господарства.
- У зв'язку з реорганізацій академії в університет, з січня 2011 року проректор з наукової роботи ДВНЗ «Київський університет управління та підприємництва».
- З вересня 2014 року професор кафедри міжнародного туризму «Київський національний університет культури і мистецтв».
- З вересня 2021 року професор кафедри туризму, готельної і ресторанної справи ДЗ "Луганський національний університет імені Тараса Шевченка"
- Педагогічний стаж роботи у Вищих навчальних закладах більше 25 років.

### Наукова діяльність
- Кандидатську дисертацію захистив у 1991 р. на тему «Екологічна рівновага: політика господарського забезпечення в АПК»,
- У січні 2000 року захистив дисертацію на вчену ступінь доктора економічних наук на тему «Реструктуризація землекористування в системі еколого-економічних факторів господарювання».
- У червні 2004 року присвоєно звання професора.
- З 2000 року веде наукові дослідження в ННЦ «Інститут аграрної економіки» УААН.
- Бере активну та постійну участь у підготовці кадрів вищої кваліфікації.
- Зокрема, підготував 3 кандидата економічних наук, є науковим керівником 2 докторантів, 3 аспірантів.
- Активно пише та видає публікації, монографії, брошури, посібники які публікує у провідних наукових фахових виданнях.
- Є членом фахового видання наукового журналу «Економічний вісник Донбасу».
- Працює над створенням особистої наукової школи.
- Постійно читає лекції та проводить виступи на наукових і практичних зібраннях, навчальних закладах.

## Фундаментальні праці та публікації
- Еколого-економічні проблеми використання земельних угідь (1999 р.),
- Еколого-економічні напрями та результати земельної реформи (2004 р.),
- Еколого-економічні напрями земельної реформи в Україні (2007 р.),
- Міжнародне оподаткування (2013 р).
- Більше 90  публікацій, монографії, брошур, посібників.

## Нагороджений
- Орден «За заслуги» (Україна) ІІІ ступеня (1997 р.),
- Орден «За заслуги» (Україна) ІІ ступеня (2018 р.),
- Орден «За заслуги» (Україна) І ступеня (2023 р.),
- Знак «Шахтарська слава» ІІІ ступеня (2013 р.),
- Почесною грамотою Верховної Ради (2003 р.),
- присвоєне Почесне звання Заслужений працівник сільського господарства України (2004 р.).
- Орденами: Орден святого рівноапостольного князя Володимира та Орден преподобного Нестора Літописця